# Красноуфімськ
Красноуфі́мськ (рос. Красноуфимск) — місто, центр Красноуфімського міського округу (Красноуфімськ) Свердловської області.
Місто розташоване на річці Уфа (притока Білої), за 224 км від Єкатеринбургу. Через Красноуфимск проходить залізнична магістраль Єкатеринбург-Казань і автомобільна дорога Р 350 (Ачит-Месягутово).
Населення — 39765 осіб (2010, 43595 у 2002).

## Персоналії
- Мурзаєва Ірина Всеволодівна (1906—1988) — радянська російська акторка.